# 野崎幸雄
野﨑 幸雄（のざき ゆきお、1931年（昭和6年）8月19日 -2024年(令和6年)3月19日 ）は、日本の裁判官。検察官。弁護士（尾崎法律事務所）。元名古屋高等裁判所長官。

## 来歴
1956年（昭和31年）判事補任官。法務省人権擁護局長、宇都宮地裁、横浜地裁各所長等を経て、1992年（平成4年）に仙台高裁長官。1993年（平成5年）に名古屋高裁長官に転じ、1996年（平成8年）定年退官。
退官後は弁護士登録し、各種企業役員、政府審議会委員等を務める。2001年（平成13年）の秋の叙勲で勲二等旭日重光章を受章。

## 略歴
- 1953年（昭和28年） - 司法試験第二次試験合格
- 1954年（昭和29年）
  - 京都大学法学部卒業
  - 4月1日 - 司法修習生
- 1956年（昭和31年）
  - 4月5日 - 司法修習終了
  - 4月7日 - 東京地方裁判所判事補兼東京家庭裁判所判事補
- 1959年（昭和34年）8月31日 - 札幌家庭裁判所小樽支部判事補兼札幌地方裁判所小樽支部判事補
- 1962年（昭和37年）4月1日 - 東京地方裁判所判事補兼東京家庭裁判所判事補
- 1964年（昭和39年）4月20日 - 東京高等裁判所判事職務代行
- 1965年（昭和40年）4月16日 - 松山地方裁判所西条支部判事補兼松山家庭裁判所西条支部判事補
- 1967年（昭和42年）4月5日 - 司法研修所教官
- 1969年（昭和44年）4月14日 - 最高裁判所事務総局民事局第二課長
- 1972年（昭和47年）
  - 1月24日 - 京都地方裁判所判事職務代行
  - 4月1日 - 京都地方裁判所判事部総括
- 1974年（昭和49年）4月1日 - 東京地方裁判所判事
- 1975年（昭和50年）3月1日 - 東京地方裁判所判事部総括
- 1981年（昭和56年）4月1日 - 東京高等裁判所判事
- 1984年（昭和59年）9月1日 - 最高検察庁検事、法務省人権擁護局長
- 1987年（昭和62年）
  - 6月22日 - 東京高等裁判所判事
  - 9月5日 - 宇都宮地方裁判所長
- 1988年（昭和63年）12月19日 - 東京高等裁判所判事部総括
- 1990年（平成2年）8月24日 - 横浜地方裁判所長
- 1992年（平成4年）3月17日 - 仙台高等裁判所長官
- 1993年（平成5年）3月8日 - 名古屋高等裁判所長官
- 1996年（平成8年）
  - 8月18日 - 定年退官
  - 10月3日 - 弁護士登録（第一東京弁護士会）
  - 12月19日 - 国会等移転審議会委員
  - 東京都建設工事紛争審査会委員
- 1997年（平成9年）
  - 法務省人権擁護推進審議会委員
  - 6月 - 株式会社第一勧業銀行監査役
- 1998年（平成10年）
  - 6月 - 北海道電力株式会社監査役
  - 12月19日 - 国会等移転審議会委員
- 2000年（平成12年）9月 - 株式会社みずほホールディングス監査役
- 2001年（平成13年）11月3日 - 叙勲二等授旭日重光章
- 2002年（平成14年）4月 - 株式会社みずほコーポレート銀行監査役
- 2003年（平成15年）
  - 法務省行刑改革会議委員
  - 1月 - 株式会社みずほフィナンシャルグループ監査役
- 2005年（平成17年）4月 - 株式会社東京ドーム監査役
- 2006年（平成18年）3月 - 株式会社みずほ銀行監査役

| スタブアイコン | サブスタブ | この項目は、まだ閲覧者の調べものの参照としては役立たない、人物に関連した書きかけの項目です。この項目を加筆・訂正などしてくださる協力者を求めています（P:人物伝/PJ:人物伝）。 |